# NGC 6142
NGC 6142 је спирална галаксија у сазвежђу Северна круна која се налази на NGC листи објеката дубоког неба.
Деклинација објекта је + 37° 15' 30" а ректасцензија 16h 23m 21,0s. Привидна величина (магнитуда) објекта NGC 6142 износи 13,8 а фотографска магнитуда 14,6. NGC 6142 је још познат и под ознакама UGC 10366, MCG 6-36-41, CGCG 196-56, KUG 1621+373, PGC 57984.